# シーキングザダイヤ
シーキングザダイヤは、アメリカ合衆国で生まれ、日本で調教された競走馬である。2008年春より種牡馬として供用されている。

## 戦績
2003年12月6日、阪神競馬第6競走の新馬戦を1番人気でデビューしたが、結果は5着。しかし次の未勝利戦で勝利すると、年明け初戦である東京競馬のクロッカスステークス、初の重賞であるアーリントンカップ、続くニュージーランドトロフィーと4連勝を達成した。デビュー戦以来すべてのレースで鞍上を務めた武豊とともに、母シーキングザパールも優勝したGI、NHKマイルカップに出走するも、結果はキングカメハメハの7着と惨敗、母子2代制覇を成し遂げることはできなかった。その後は海外遠征を行い、ジュライカップやモーリス・ド・ゲスト賞に出走するがどちらも惨敗。帰国後はとちぎマロニエカップに出走、1番人気に推されたが結果はノボトゥルーの3着であった。しかし、続く兵庫ゴールドトロフィーでは1番人気に応え勝利する。
2005年初戦は川崎記念。このレースから、鞍上がデビュー以来すべてのレースで手綱を取ってきた武豊から横山典弘やオリビエ・ペリエに乗り替わる。そしてフェブラリーステークス、マイルチャンピオンシップ南部杯、JBCクラシック、ジャパンカップダート、東京大賞典とGIに幾度も挑戦するも、結果はJBCクラシック6着以外はすべて2着であった。また、3度目の海外遠征となったシンガポールG1のシンガポール航空インターナショナルカップでは7着であった。
2006年、フェブラリーステークスに再挑戦するも、武豊騎乗のカネヒキリに3馬身差で敗れ、またも2着となった。7か月の休養をはさみ、ふたたび武豊が手綱を取った日本テレビ盃では単勝オッズ1.4倍の圧倒的な1番人気に応え2年ぶりの勝利を飾った。しかし続いてのマイルチャンピオンシップ南部杯でも圧倒的な1番人気になり、初のGI制覇が期待されたものの、4着に敗れた。さらに続いてのJBCクラシックでも圧倒的な1番人気になったが、タイムパラドックスを交わせず、1馬身半及ばず2着に惜敗した。ジャパンカップダートも1番人気となったが、最後の直線で追い上げるも前を行くアロンダイトをかわせず、GI9回目の2着となった。その後、武豊が騎乗停止のため東京大賞典に横山典弘騎乗で挑戦。先行し、直線で先頭に立つも最後は3着に敗れた。
2007年もフェブラリーステークスから始動。しかし、伸びきれず9着と大敗した。続く帝王賞でも5着、JBCクラシックでは横山典弘騎乗で6着に敗れ、GIおよびJpnIを勝つことだけでなく、2着にもなれないでいた。その後、第8回ジャパンカップダートに出走登録を行いながらも回避し、浦和記念に出走。ここでひさびさの勝利を挙げ、11月29日に発表された重賞・オープン特別競走レーティングでは、108ポンドの評価を得た。現役最後のレースとなった東京大賞典は6番人気で6着だった。
2008年1月16日付けでJRA競走馬登録を抹消された。なお競走馬登録は抹消されたが1月22日に締め切られたアジアマイルチャレンジのシリーズ登録を行っていた。

## 種牡馬成績
2008年春より北海道新冠町の優駿スタリオンステーションで1シーズン限りの条件で種牡馬として供用され、2009年シーズンからアメリカ・ケンタッキー州のヒルンデイルファームに移動。2011年からはチリのマタンシラ牧場で2年間の契約でリース供用される。2013年からはアメリカ・フロリダ州のブライドルウッドファームで供用されるが、同年の北半球の繁殖シーズン後にチリのサンタモニカ牧場に移動。同年の南半球の種付けシーズンから供用される。
2011年5月11日にホッカイドウ競馬で行われた新馬戦「フレッシュチャレンジ」において産駒のシーキングブレーヴが勝ち、2011年にファーストクロップが出走する新種牡馬の産駒として初の勝利を挙げている。ただ、産駒の活躍は前述のシーキングブレーヴのエーデルワイス賞2着が目立つ程度で、中央、地方ともに重賞勝ち馬は現れていない。
一方、チリではG1勝ち馬を複数出し、2016年と2022年で、チリリーディングサイアーを獲得している

### 主な産駒
- Sono Bianco Nero[5] / ソノビアンコネロ - グランクリテリウム・マウリシオ・セラーノ・パルマ(チリG1)、クリアドレス大賞(チリG2)、セレソン・デ・ポトリロス(チリG3)
- Top Casablanca[6] / トップカサブランカ - 2000ギニー(チリG1)、サンチアゴ競馬クラブ賞(チリG1)
- Rio Allipen[7] / リオアリペン - エルダービー
- Safawi[8] / サファウィ - インデペンデンシア賞(チリG2)、クリアドレス・サルバドール・ヘス・リベロス大賞(チリG2)、ジュアン・カビエレス・メラ賞(チリG3)、セレソン・デ・ポトランカス賞(チリG3)、タンテオ・デ・ポトランカス賞(チリG1)2着
- Guapaza[9] / グァパサ - ラスオークス（チリG1）2着
- Rio Azul[10] / リオアズール - ヒポドロモチリ大賞（チリG1）2着
- Halek[11] / ハレク - パドックステークス賞（チリG3）
- Quasar[12] / クァサール - プネーダービー、カルカッタダービーステークス、ゴルコンダダービーステークス、インディアンターフインビテーショナルカップ、プレジデンドオブインディアゴールドカップ、インディアンセントレジャー　※いずれもインド国内G1
- Lobelus/チリ競馬場大賞[13]（チリG1）
- Sarona / アルトゥロ・ライオン・ペーニャ賞[14]（チリG1）
- Vita Da Mamma / アルトゥロ・ライオン・ペーニャ賞[14]（チリG1）、ミルギニー[15]（チリG1）、アルベルトソラリマグナスコ賞（チリG1）[16]

## 9度にわたるGIでの2着
GIに限れば、20戦して1着0回・2着9回・3着1回（JpnIおよび海外G1を含む）と、善戦こそすれど勝つことができなかった。ハナ差･クビ差で惜敗したレースもある。GIレースで2着9回という数字は、JRA所属馬の記録としては過去最多である。
過去にはGIで2着5回を記録したメイショウドトウがおり、シーキングザダイヤの引退後にはブエナビスタがGIで2着7回を記録（海外G1・降着を含む）するなどGIで2着が多い競走馬は時折見られるが、これほどまでのケースは世界全体を見渡しても極めてまれなものであるといえる。なお、GI（JpnIおよび海外G1を含む）2着の回数はフリオーソが2011年のフェブラリーステークスで2着に入ったことで通算10回目の2着となりシーキングザダイヤの記録を更新したが、GI未勝利馬に限ればシーキングザダイヤが最多である（先述の2頭もGI馬である。）。
こうしたことから、競馬ファンからは実力は高いが勝負弱い競走馬として広く認知されている。
- 2005年
  - 川崎記念 （3番人気） - タイムパラドックスにクビ差で敗れる。
  - フェブラリーステークス （5番人気） - メイショウボーラーに1馬身4分の1差で敗れる。
  - マイルチャンピオンシップ南部杯 （5番人気） - ユートピアに1馬身4分の1馬身差で敗れる。
  - ジャパンカップダート （11番人気） - カネヒキリにハナ差で敗れる。
  - 東京大賞典 （2番人気） - アジュディミツオーに1馬身2分の1差で敗れる。
- 2006年
  - 川崎記念 （1番人気） - アジュディミツオーにクビ差で敗れる。
  - フェブラリーステークス （2番人気） - カネヒキリに3馬身差で敗れる。
  - JBCクラシック （1番人気） - タイムパラドックスに1馬身2分の1差で敗れる。
  - ジャパンカップダート （1番人気） - アロンダイトに1馬身4分の1差で敗れる。

## 競走成績
| 年月日 | 年月日 | 年月日 | 競馬場           | 競走名                 | 格    | 頭 数 | 枠 番 | 馬 番 | オッズ （人気） | オッズ （人気） | 着順 | 騎手     | 斤量 ［kg］ | 距離（馬場）  | タイム （上り3F） | タイム 差 | 勝ち馬/（2着馬）       |
| 2003.  | 12.    | 6      | 阪神             | 2歳新馬                |       | 12    | 4     | 4     | 01.1            | 0（1人）        | 05着 | 武豊     | 55          | 芝1400m（良） | 1:23.5 (36.1)     | -0.7      | シルヴァーゼット       |
|        | 12.    | 27     | 阪神             | 2歳未勝利              |       | 16    | 5     | 9     | 02.9            | 0（1人）        | 01着 | 武豊     | 55          | 芝1400m（良） | 1:22.2 (36.0)     | -0.0      | （スピニングノアール） |
| 2004.  | 1.     | 31     | 東京             | クロッカスS            | OP    | 9     | 8     | 9     | 05.8            | 0（3人）        | 01着 | 武豊     | 56          | 芝1400m（良） | 1:22.2 (33.9)     | -0.2      | （フサイチホクトセイ） |
|        | 2.     | 28     | 阪神             | アーリントンC          | GIII  | 14    | 3     | 5     | 01.6            | 0（1人）        | 01着 | 武豊     | 56          | 芝1600m（良） | 1:35.8 (34.8)     | -0.1      | （カリプソパンチ）     |
|        | 4.     | 10     | 中山             | NZT                    | GII   | 16    | 2     | 3     | 01.4            | 0（1人）        | 01着 | 武豊     | 56          | 芝1600m（良） | 1:33.5 (35.1)     | -0.1      | （ナイストップボーイ） |
|        | 5.     | 9      | 東京             | NHKマイルC             | GI    | 18    | 3     | 5     | 03.7            | 0（2人）        | 07着 | 武豊     | 57          | 芝1600m（良） | 1:34.1 (35.7)     | -1.6      | キングカメハメハ       |
|        | 7.     | 8      | ニューマーケット | ジュライC              | G1    | 20    |       | 1     | -               | （17人）        | 11着 | 武豊     | 56.5        | 芝6f（稍）    | 1:12.4（-）       | -0.9      | Frizzante              |
|        | 8.     | 8      | ドーヴィル       | モーリス・ド・ゲスト賞 | G1    | 18    |       | 17    | -               | （14人）        | 15着 | 武豊     | 56          | 芝1300m（稍） | 1:17.5（-）       | -1.5      | Somnus                 |
|        | 12.    | 7      | 宇都宮           | とちぎマロニエC        | GIII  | 12    | 6     | 8     | -               | 0（1人）        | 03着 | 武豊     | 56          | ダ1400m（重） | 1:27.1（-）       | -0.1      | ノボトゥルー           |
|        | 12.    | 28     | 園田             | 兵庫ゴールドT          | GIII  | 12    | 3     | 3     | 01.4            | 0（1人）        | 01着 | 武豊     | 57          | ダ1400m（良） | 1:27.3（-）       | -0.0      | （ノボジャック）       |
| 2005.  | 1.     | 26     | 川崎             | 川崎記念               | GI    | 12    | 8     | 12    | -               | 0（3人）        | 02着 | 横山典弘 | 56          | ダ2100m（重） | 2:14.2 (39.1)     | -0.0      | タイムパラドックス     |
|        | 2.     | 20     | 東京             | フェブラリーS          | GI    | 15    | 4     | 7     | 12.0            | 0（5人）        | 02着 | O.ペリエ | 57          | ダ1600m（不） | 1:34.9 (36.0)     | -0.2      | メイショウボーラー     |
|        | 3.     | 21     | 高知             | 黒船賞                 | GIII  | 12    | 7     | 9     | -               | 0（1人）        | 09着 | 横山典弘 | 58          | ダ1400m（良） | 1:31.0 (40.4)     | -2.6      | マイネルセレクト       |
|        | 5.     | 15     | クランジ         | シンガポール航空国際C  | G1    | 15    |       | 6     | -               | 0（7人）        | 07着 | G.ボス   | 57          | 芝2000m（稍） | - （-）           | -         | Mummify                |
|        | 10.    | 10     | 盛岡             | マイルCS南部杯         | GI    | 14    | 6     | 9     | -               | 0（5人）        | 02着 | 横山典弘 | 57          | ダ1600m（良） | 1:36.9（-）       | -0.2      | ユートピア             |
|        | 11.    | 3      | 名古屋           | JBCクラシック          | GI    | 12    | 3     | 3     | -               | 0（4人）        | 06着 | 横山典弘 | 57          | ダ1900m（良） | 2:01.7 (38.2)     | -0.8      | タイムパラドックス     |
|        | 11.    | 26     | 東京             | ジャパンCダート        | GI    | 16    | 4     | 7     | 52.1            | （11人）        | 02着 | 横山典弘 | 57          | ダ2100m（良） | 2:08.0 (36.6)     | -0.0      | カネヒキリ             |
|        | 12.    | 29     | 大井             | 東京大賞典             | GI    | 15    | 4     | 6     | -               | 0（2人）        | 02着 | 横山典弘 | 57          | ダ2000m（良） | 2:03.4 (36.9)     | -0.3      | アジュディミツオー     |
| 2006.  | 1.     | 25     | 川崎             | 川崎記念               | GI    | 10    | 7     | 9     | -               | 0（1人）        | 02着 | O.ペリエ | 57          | ダ2100m（稍） | 2:12.9 (39.9)     | -0.1      | アジュディミツオー     |
|        | 2.     | 19     | 東京             | フェブラリーS          | GI    | 16    | 5     | 9     | 05.2            | 0（2人）        | 02着 | O.ペリエ | 57          | ダ1600m（良） | 1:35.4 (36.7)     | -0.5      | カネヒキリ             |
|        | 9.     | 20     | 船橋             | 日本テレビ盃           | GII   | 8     | 6     | 6     | 01.4            | 0（1人）        | 01着 | 武豊     | 56          | ダ1800m（良） | 1:51.6 (37.7)     | -0.1      | （スターキングマン）   |
|        | 10.    | 9      | 盛岡             | マイルCS南部杯         | GI    | 14    | 5     | 7     | 01.3            | 0（1人）        | 04着 | 武豊     | 57          | ダ1600m（良） | 1:36.8（-）       | -0.2      | ブルーコンコルド       |
|        | 11.    | 2      | 川崎             | JBCクラシック          | GI    | 14    | 1     | 1     | 01.6            | 0（1人）        | 02着 | 武豊     | 57          | ダ2100m（良） | 2:16.3 (39.2)     | -0.2      | タイムパラドックス     |
|        | 11.    | 25     | 東京             | ジャパンCダート        | GI    | 15    | 4     | 7     | 02.3            | 0（1人）        | 02着 | 武豊     | 57          | ダ2100m（良） | 2:08.7 (36.3)     | -0.2      | アロンダイト           |
|        | 12.    | 28     | 大井             | 東京大賞典             | GI    | 13    | 7     | 11    | 02.7            | 0（2人）        | 03着 | 横山典弘 | 57          | ダ2000m（稍） | 2:04.3 (38.5)     | -0.8      | ブルーコンコルド       |
| 2007.  | 2.     | 18     | 東京             | フェブラリーS          | GI    | 16    | 2     | 4     | 03.9            | 0（1人）        | 09着 | 武豊     | 57          | ダ1600m（不） | 1:35.6 (35.7)     | -0.8      | サンライズバッカス     |
|        | 6.     | 27     | 大井             | 帝王賞                 | JpnI  | 15    | 7     | 12    | 04.6            | 0（2人）        | 05着 | 武豊     | 57          | ダ2000m（良） | 2:05.1 (38.3)     | -0.8      | ボンネビルレコード     |
|        | 10.    | 31     | 大井             | JBCクラシック          | JpnI  | 16    | 3     | 5     | 11.5            | 0（5人）        | 06着 | 横山典弘 | 57          | ダ2000m（良） | 2:06.2 (38.6)     | -1.4      | ヴァーミリアン         |
|        | 11.    | 21     | 浦和             | 浦和記念               | JpnII | 11    | 5     | 5     | 02.0            | 0（1人）        | 01着 | 武豊     | 57          | ダ2000m（良） | 2:09.7 (37.5)     | -0.0      | （ルースリンド）       |
|        | 12.    | 29     | 大井             | 東京大賞典             | JpnI  | 15    | 4     | 7     | 18.0            | 0（6人）        | 06着 | 横山典弘 | 57          | ダ2000m（不） | 2:05.1 (38.5)     | -1.9      | ヴァーミリアン         |

## 血統表
| シーキングザダイヤの血統          | シーキングザダイヤの血統                      | シーキングザダイヤの血統       | （血統表の出典）   | （血統表の出典） |
| 父系                              | ストームキャット系                            | ストームキャット系             | ストームキャット系 | [ § 2 ]          |
| 父 Storm Cat 1983 黒鹿毛          | 父の父Storm Bird 1978 鹿毛                    | Northern Dancer                | Nearctic           | Nearctic         |
| 父 Storm Cat 1983 黒鹿毛          | 父の父Storm Bird 1978 鹿毛                    | Northern Dancer                | Natalma            |                  |
| 父 Storm Cat 1983 黒鹿毛          | 父の父Storm Bird 1978 鹿毛                    | South Ocean                    | New Providence     | New Providence   |
| 父 Storm Cat 1983 黒鹿毛          | 父の父Storm Bird 1978 鹿毛                    | South Ocean                    | Shining Sun        |                  |
| 父 Storm Cat 1983 黒鹿毛          | 父の母Terlingua 1976 栗毛                     | Secretariat                    | Bold Ruler         | Bold Ruler       |
| 父 Storm Cat 1983 黒鹿毛          | 父の母Terlingua 1976 栗毛                     | Secretariat                    | Somethingroyal     |                  |
| 父 Storm Cat 1983 黒鹿毛          | 父の母Terlingua 1976 栗毛                     | Crimson Saint                  | Crimson Satan      | Crimson Satan    |
| 父 Storm Cat 1983 黒鹿毛          | 父の母Terlingua 1976 栗毛                     | Crimson Saint                  | Bolero Rose        |                  |
| 母 * シーキングザパール 1994 鹿毛 | 母の父Seeking the Gold 1985 鹿毛              | Mr.Prospector                  | Raise a Native     | Raise a Native   |
| 母 * シーキングザパール 1994 鹿毛 | 母の父Seeking the Gold 1985 鹿毛              | Mr.Prospector                  | Gold Digger        |                  |
| 母 * シーキングザパール 1994 鹿毛 | 母の父Seeking the Gold 1985 鹿毛              | Con Game                       | Buckpasser         | Buckpasser       |
| 母 * シーキングザパール 1994 鹿毛 | 母の父Seeking the Gold 1985 鹿毛              | Con Game                       | Broadway           |                  |
| 母 * シーキングザパール 1994 鹿毛 | 母の母* ページプルーフ Page Proof 1988 黒鹿毛 | Seattle Slew                   | Bold Reasoning     | Bold Reasoning   |
| 母 * シーキングザパール 1994 鹿毛 | 母の母* ページプルーフ Page Proof 1988 黒鹿毛 | Seattle Slew                   | My Charmer         |                  |
| 母 * シーキングザパール 1994 鹿毛 | 母の母* ページプルーフ Page Proof 1988 黒鹿毛 | * バーブスボールド Barb's Bold | Bold Forbes        | Bold Forbes      |
| 母 * シーキングザパール 1994 鹿毛 | 母の母* ページプルーフ Page Proof 1988 黒鹿毛 | * バーブスボールド Barb's Bold | Goofed F-No.17-b   |                  |
| 母系(F-No.)                       | 17号族(FN:17-b)                               | 17号族(FN:17-b)                | 17号族(FN:17-b)    | [ § 3 ]          |
| 5代内の近親交配                   | Native Dancer5×5                              | Native Dancer5×5               | Native Dancer5×5   | [ § 4 ]          |
| 出典                              | 1. 2. 3. 4.                                   | 1. 2. 3. 4.                    | 1. 2. 3. 4.        | 1. 2. 3. 4.      |